# Echeandia albiflora
Echeandia albiflora là một loài thực vật có hoa trong họ Măng tây. Loài này được (Cham. & Schltdl.) M.Martens & Galeotti mô tả khoa học đầu tiên năm 1842.